# Puigsespunya
Puigsespunya és una muntanya de 1.041 metres que es troba entre els municipis de Riudaura i la Vall de Bianya, a la comarca catalana de la Garrotxa.